# 王履謙
王履謙，字吉雲，號曉山，順天府大興縣人，清朝政治人物，翰林。

## 生平
道光十八年（1838年），王履謙考中戊戌科進士，殿試位列第二甲第十名，選庶吉士，散館授翰林院編修，官至左副都御史，後因鎮壓太平軍不力被罷職，發配新疆。